# Natalja Jurjewna Kusjutina
Natalja Jurjewna Kusjutina (russisch Наталья Юрьевна Кузютина; * 8. Mai 1989 in Brjansk) ist eine russische Judoka. Sie tritt international im Halbleichtgewicht (bis 52 kg) an. Bis 2018 war sie in dieser Gewichtsklasse viermal Europameisterin.

## Sportliche Karriere
Kusjutina war 2004 und 2005 Kadetteneuropameisterin. Bei den Juniorenweltmeisterschaften 2006 belegte sie den fünften Rang. 2007 siegte sie bei den Junioreneuropameisterschaften. Im gleichen Jahr gewann sie ihren ersten Landesmeistertitel in der Erwachsenenklasse, 2008 und 2009 kamen zwei weitere Titel hinzu. Bei den Europameisterschaften 2009 in Tiflis gewann sie den Titel durch einen Finalsieg über die Spanierin Ana Carrascosa. Im Oktober 2009 folgte der Titel bei den Mannschaftseuropameisterschaften. Im November 2009 siegte sie auch bei den U23-Europameisterschaften. 2010 siegte sie bei den Europameisterschaften in Wien im Finale gegen die Italienerin Rosalba Forciniti. Bei den Weltmeisterschaften 2010 in Tokio verlor sie im Halbfinale gegen die Japanerin Yuka Nishida, erhielt aber nach einem Sieg über die Brasilianerin Érika Miranda die Bronzemedaille. 2011 gewann Kusjutina den Weltcup in Lissabon, belegte aber nur den siebten Platz bei den Weltmeisterschaften in Paris. Bei den Europameisterschaften 2012 in Tscheljabinsk erreichte sie das Finale und verlor dort gegen die Rumänin Andreea Chițu. Drei Tage später siegten die Russinnen im Mannschaftswettbewerb. Bei den Olympischen Spielen 2012 verlor sie ihren ersten Kampf gegen die Deutsche Romy Tarangul.
2013 siegte sie bei den Europameisterschaften in Budapest im Finale gegen Andreea Chițu, die russische Mannschaft erreichte den dritten Platz. Zwei Monate später siegte Kusjutina auch bei der Universiade in Kasan. Im Jahr darauf unterlag sie im Finale der Europameisterschaften in Montpellier gegen Majlinda Kelmendi aus dem Kosovo. Bei den Weltmeisterschaften in Tscheljabinsk unterlag sie der Kosovarin im Halbfinale, nach einem Sieg über die Chinesin Ma Jingnan erhielt Kusjutina die Bronzemedaille. Die Europameisterschaften 2015 fanden im Rahmen der Europaspiele in Baku statt. Kusjutina gewann Bronze gegen die Italienerin Odette Giuffrida, nachdem sie im Halbfinale gegen die Französin Annabelle Euranie unterlegen war. Bei den Weltmeisterschaften 2015 belegte Kusjutina den siebten Platz. Sowohl im März 2015 als auch im März 2016 nahm Kusjutina erfolgreich an Weltcupturnieren in Südamerika teil. Bei den Olympischen Spielen 2016 in Rio de Janeiro verlor sie bereits ihren zweiten Kampf gegen die Japanerin Misato Nakamura, gewann aber in der Hoffnungsrunde das Duell um Bronze gegen die Chinesin Ma Jingnan.
Ebenfalls Bronze gewann sie bei den Weltmeisterschaften 2017 in Budapest. Nach einer Viertelfinalniederlage gegen die spätere Weltmeisterin Ai Shishime aus Japan, siegte sie gegen die Französin Amandine Buchard und im Kampf um Bronze gegen die Israelin Gili Cohen. Im Finale der Europameisterschaften 2018 in Tel Aviv besiegte Kusjutina die Kosovarin Distria Krasniqi. Ein Jahr später wurden die Europameisterschaften im Rahmen der Europaspiele in Minsk ausgetragen, im Finale unterlag Kusjutina  gegen Majlinda Kelmendi. Bei den Weltmeisterschaften 2019 in Tokio erreichte sie mit Siegen über die Belgierin Charline Van Snick im Viertelfinale und die Französin Amandine Buchard im Halbfinale das Finale, dort unterlag sie der Japanerin Uta Abe. 2020 erreichte Kusjutina bei den Europameisterschaften in Prag das Viertelfinale und unterlag der Rumänin Andreea Chițu, nach einem Sieg in der Hoffnungsrunde über die Französin Astride Gneto verlor sie den Kampf um Bronze gegen die Spanierin Estrella López. Bei den Olympischen Spielen in Tokio schied sie im Achtelfinale gegen die Südkoreanerin Park Da-sol aus.